# Rezerwat przyrody „Las Ochoża” imienia Marka Kellera
Rezerwat przyrody Las Ochoża imienia Marka Kellera – leśny rezerwat przyrody położony na terenie gminy Wyryki w powiecie włodawskim (województwo lubelskie).

## Powołanie
Obszar chroniony utworzony został 19 grudnia 2024 r. na podstawie Zarządzenia Regionalnego Dyrektora Ochrony Środowiska w Lublinie z dnia 4 grudnia 2024 r. w sprawie ustanowienia rezerwatu przyrody „Las Ochoża” imienia Marka Kellera (Dz. Urz. Woj. Lubelskiego z 2024 r., poz. 5984). Powstał w ramach inicjatywy „100 rezerwatów na 100-lecie Lasów Państwowych”. Nadano mu imię Marka Kellera (1955–2012), ornitologa, współautora dokumentacji do utworzenia rezerwatu.

## Położenie
Rezerwat ma 192,91 ha powierzchni. Obszar chroniony znajduje się w obrębie ewidencyjnym Kaplonosy-Kolonia, a pod kątem podziału lasów – w leśnictwie Siedliska nadleśnictwa Włodawa (Regionalna Dyrekcja Lasów Państwowych w Lublinie). Położony jest w mezoregionie Zaklęsłość Sosnowicka, w kompleksie Lasów Sobiborskich. W całości leży w granicach obszaru specjalnej ochrony ptaków sieci Natura 2000 Uroczysko Mosty-Zahajki PLB060014. Jego wschodnią granicę wyznacza ciek wodny będący dopływem rzeki Hanny.

## Charakterystyka
Celem ochrony rezerwatowej jest „zachowanie zbiorowisk leśnych – olsów i grądów”. Ze względu na dominujący przedmiot ochrony typ obszaru chronionego określono jako fitocenotyczny, a podtyp – zbiorowisk leśnych, natomiast ze względu na główny typ ekosystemu typ określono jako leśny i borowy, a podtyp – lasów nizinnych.
Rezerwat obejmuje w całości obszar leśny, w którego centralnej części zlokalizowane jest wczesnośredniowieczne grodzisko. W jego granicach znajdują się łęgi jesionowo-olszowe i olsy porzeczkowe oraz nieco wyżej położone niewielkie wyspy grądów. Najważniejszy występujący gatunek to olsza czarna, ponadto reprezentowane są gatunki rzadkie i zagrożone. Do zadań stawianych rezerwatowi należy magazynowanie wody, mające kluczowe znaczenie dla łagodzenia ekstremalnych zjawisk klimatycznych.
Według stanu na grudzień 2024 rezerwat nie ma wyznaczonego planu ochrony ani zadań ochronnych.